# Штефан Тескер
Штефан Тескер (нім. Stefan Thesker, нар. 11 квітня 1991, Агаус) — німецький футболіст, захисник клубу «Гольштайн».

## Клубна кар'єра
Народився 11 квітня 1991 року в місті Агаус. Розпочав займатись футболом у клубі «Вуллен», з якої згодом потрапив до академії клубу «Шальке 04». 2005 року потрапив до нідерландського «Твенте». 2010 року був заявлений за основну команду, втім так жодного матчу у її складі і не провів. Щоб отримати більше ігрової практики в другій половині сезону він був відданий в оренду «Фортуні» (Сіттард) у січні 2011 року. Він дебютував у Ерстедивізі 21 січня 2011 року під час гри проти «Дордрехта» (0:3). У Сіттарді він переважно використовувався як центральний захисник. На сезон 2011/12 Тескер повернувся до «Твенте», де він знову грав виключно за молодіжну команду, який тренував Патрік Клюйверт.

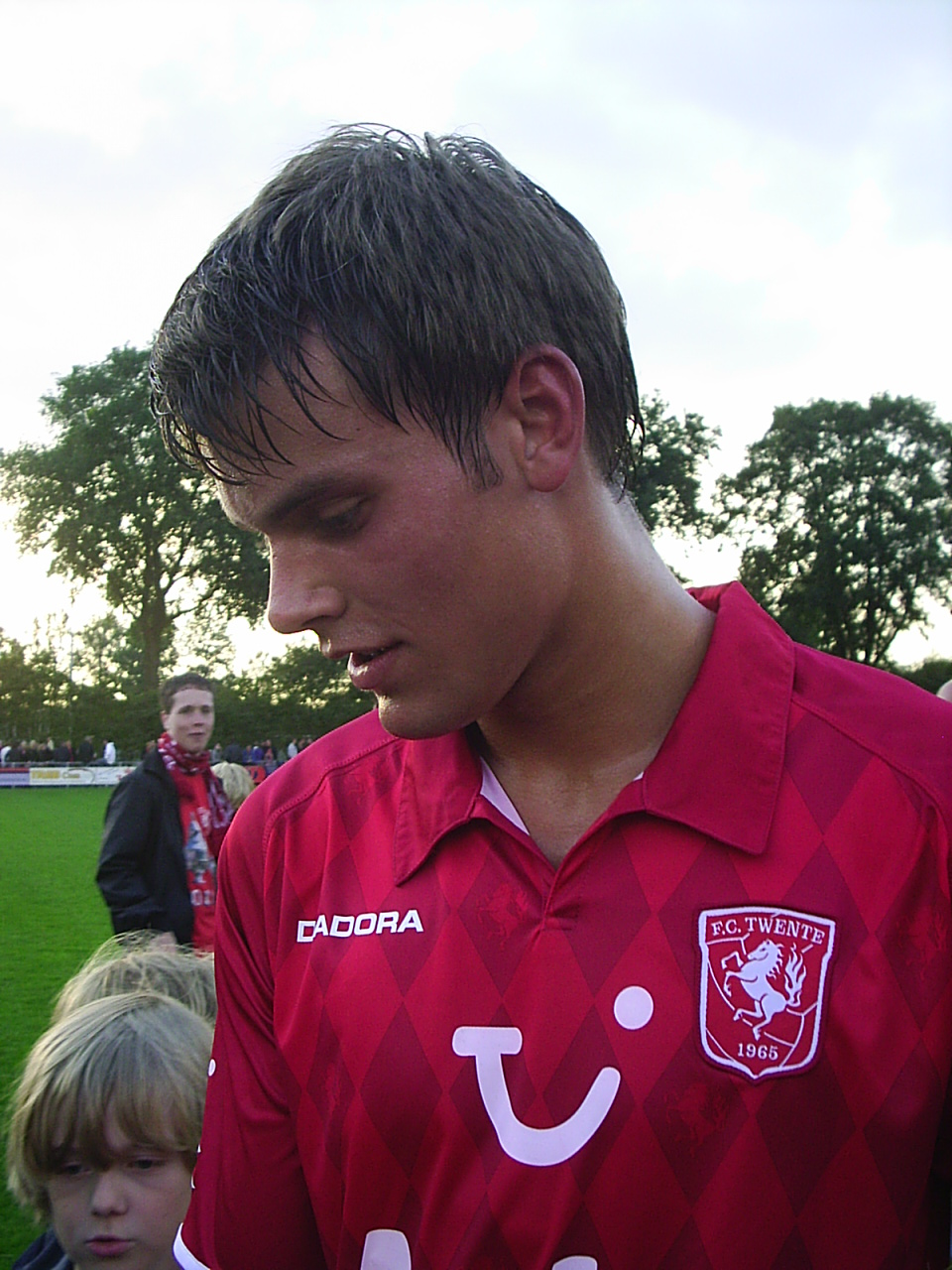
Штефан Тескер у складі «Твенте». 2011 рік.

У січні 2012 року Тескер повернувся на батьківщину, де став гравцем клубу «Гоффенгайм 1899». Тим не менш і тут тривалий час Штефан виступав виключно за резервну команду і дебютував у Бундеслізі лише 27 квітня 2013 року через відсутність Маттьє Дельп'єра та Патріка Окса. Загалом за два сезони провів лише 7 ігор у вищому дивізіоні країни.
Влітку 2014 року у статусі вільного агента разом зі своїм одноклубником Кенаном Караманом перейшов до «Ганновера 96», підписавши контракт до 30 червня 2018 року. Втім і у цій команді Тескер не зміг пробитись до основного складу. Лише 1 листопада 2014 року він дебютував за «Ганновер», вийшовши на заміну в другому таймі, у переможному матчі проти «Айнтрахта» (1:0). Він також з'явився ще раз 7 листопада 2014 року, вийшовши у стартовому складі, під час перемоги над "Гертою " з рахунком 2:0. Зігравши за клуб двічі, Тескер вирішив покинути клуб у січневе трансферне вікно.
5 січня 2015 року Тескер приєднався до «Гройтера», підписавши контракт до 2017 року і дебютував за нову команду 6 лютого 2015 року, вийшовши в стартовому складі у грі проти «Інгольштадта 04» (0:1). Штефан став основним гравцем і до кінця сезону 2014/15 зіграв одинадцять матчів Другої Бундесліги. а початку наступного сезону 2015/16 Тескер програв конкуренцію Бенедикту Рекеру, тому до кінця року провів лише дев'ять матчів чемпіонату, через що 28 січня 2016 року повернувся в «Твенте» на правах оренди до кінця сезону. Через три дні після підписання контракту з клубом, 31 січня 2016 року, він дебютував за «Твенте», відігравши 60 хвилин у переможному матчі проти «Утрехта» (3:1). По завершенні оренди 17 серпня 2016 року Тескер підписав трирічний контракт з клубом на постійній основі. Незабаром після цього німець отримав капітанську пов'язку, замінивши у статусі капітана клубу Феліпе Гутьєрреса, який покинув утрехтців. Після вильоту з Ередивізі в сезоні 2017/18 Тескер скористався пунктом у своєму контракті та розірвав його.
У червні 2018 року Тескер приєднався до клубу Другої Бундесліги «Гольштайн», уклавши трирічну угоду. Станом на 10 січня 2023 року відіграв за клуб з Кіля 80 матчів в національному чемпіонаті.

## Виступи за збірну
Протягом 2012—2013 років залучався до складу молодіжної збірної Німеччини, з якою був учасником молодіжного чемпіонату Європи 2013 року в Ізраїлі. На турнірі зіграв у всіх трьох матчах, але його німці не вийшли з групи. Всього на молодіжному рівні зіграв у 7 офіційних матчах.

## Особисте життя
У грудні 2015 року Тескер потрапив у скандал, коли фанат «Нюрнберга» зняв його на відео, де Тескер кілька разів лаяв вишибалу та знущався над його зарплатою. Це викликало збентеження для клубу, який вибачився від імені гравця. Згодом Тескер сам вибачився за свої дії.
У лютому 2016 року Тескер оголосив, що у нього діагностовано рак яєчок, і йому довелося видалити пухлину під час операції. У січні 2017 року Тескер повністю подолав рак.
14 березня 2020 року Тескер дав позитивний результат на COVID-19.